# Bruno Zboralski
Bruno ou Bronislaus Zboralski ou Bronislaw Sboralski est un footballeur franco-polonais né le 29 septembre 1921 à Gelsenkirchen-Buer en Allemagne et mort 30 mars 1987 à Brax dans le département de la Haute-Garonne,.
Cet attaquant de grande taille (1,80 m pour 90 kg) a joué à Marseille et Valenciennes. Il termine sa carrière comme entraîneur-joueur à l'Olympique d'Hussein Dey à Alger.

## Carrière de joueur
- 1946-1947 :  SC Douai
- 1947-1950 :  SO Montpellier
- 1950-1951 :  Olympique de Marseille
- 1951-1953 :  US Valenciennes-Anzin
- 1953-1955 :  CO Roubaix-Tourcoing
- 1955-1959 :  Olympique d'Hussein-Dey (Algérie française)